# Intervention (Pädagogik)
Die Intervention greift im Gegensatz zur Beratung im engen Sinne direkt in das Geschehen ein, um ein unerwünschtes Phänomen zu beseitigen oder gar nicht erst entstehen zu lassen. Im Mittelpunkt stehen hier nicht Entscheidungs-, sondern Handlungsprobleme. In diesem Zusammenhang gibt es sogenannte Zieldimensionen, die der Unterscheidung von Interventionsmaßnahmen dienen: Es geht um die Aktivierung von personalen (personeninternen) oder sozialen Ressourcen.
Die Bedeutung der Intervention in Erziehungsprozessen ist verbunden mit der pädagogischen Orientierung desjenigen, der interveniert. Die Frage ist nicht nur, wie zu intervenieren ist, sondern auch, ob Intervention grundsätzlich oder in bestimmten Fällen sinnvoll, angebracht oder auch verwerflich ist. So unterscheiden sich Pädagogen u. a. darin, ob sie Interventionen
- befürworten und als Mittel der Gestaltung von Erziehungssituationen akzeptieren oder
- grundsätzlich ablehnen, weil sie Kinder/Jugendliche selbst für einsichtig halten
- bzw. nur in ausgewählten Situationen für angemessen halten.

Wertet man die Möglichkeit der Intervention, so scheint relativ eindeutig: Die Selbstregulierung des Kindes/Jugendlichen ist (im Vergleich) allemal vorrangig und pädagogisch sinnvoller. Zum einen, weil Intervention (einerseits) als relativ unsensibel gilt und die Alternative der Selbstregulierung (andererseits) die Identität (das Selbstvertrauen) des Kindes stärkt. Intervention scheint eher angebracht, einen wahrscheinlichen Schaden/eine Schädigung des Kindes/Jugendlichen abzuwenden.
Intervention setzt in der Regel voraus, dass sie gegen die Einsichten des Betroffenen (Kindes/Jugendlichen/Klienten) gerichtet ist; da sie aber Schaden abzuwenden imstande sein soll, wird sie als notwendiges Übel zu definieren sein.